# Rudolf Krause (pilote)
Pour les articles homonymes, voir Krause.
Ne doit pas être confondu avec Rudolf Krause (football), footballeur est-allemand.
Pas d'image ? Cliquez ici
Rudolf Krause, né le 30 mars 1907 à Reichenbach im Vogtland et mort le 11 avril 1987 dans la même ville, est un pilote automobile est-allemand. Il participe à deux Grands Prix de Formule 1 entre 1952 et 1953.
Propriétaire d'un garage, Rudolf Krause participe à de nombreuses courses de côte en Allemagne dans l'entre-deux-guerres, y rencontrant un certain succès. Dans les années 1950, il se révèle comme l'un des meilleurs pilotes d'Allemagne de l'Est, remportant plusieurs victoires dans le championnat national de Formule 2. Ces performances lui permettent d'être autorisé à participer au Grand Prix d'Allemagne 1952 de Formule 1, où il abandonne finalement sur problème moteur. Huitième des Internationales Avusrennen cette même année, il retourne participer au Grand Prix d'Allemagne la saison suivante sur sa BMW Greifzu, terminant cette fois la course en quatorzième position.
À son retour en RDA, il remporte le championnat d'Allemagne de l'Est de Formule 2 en 1954. À la fin de ce championnat, il prend sa retraite, participant occasionnellement à quelques rallyes. Il s'occupe principalement de son garage, jusqu'à sa mort en 1987, à l'âge de 80 ans.

## Biographie
Rudolf Krause naît en 1907 à Reichenbach im Vogtland, ouvrant son propre garage dans sa ville natale en 1929. Il participe ainsi à plusieurs courses automobiles sur sa BMW, peu avant la Seconde Guerre mondiale. Il participe à de nombreuses courses de côte en Allemagne dans l'entre-deux-guerres, s'imposant à Plauen en 1928 puis à Bockau en 1929, sur des Adler, puis en à Bamberg en 1931 sur une DKW. En 1937, sur sa BMW 328, il s'impose à la course de côte de Luisenburg, à Wunsiedel.
En 1950, en Allemagne de l'Est, Rudolf Krause participe à quelques courses mineures de Formule 2, le sport automobile étant très peu développé dans le pays sous régime soviétique. S'il ne se montre pas toujours le plus rapide, il se montre régulier et parvient à gagner en profitant des problèmes des pilotes le devançant. Il remporte ainsi sa première victoire en 1951 à Halle, en profitant de l'abandon de Paul Greifzu. Cette année-là, il participe pour la première fois aux Avusrennen, course de Formule 2 allemande, sur une Veritas mais abandonne au premier tour. Il remporte plusieurs courses de Formule 2 en Allemagne de l'Est entre 1951 et 1954.

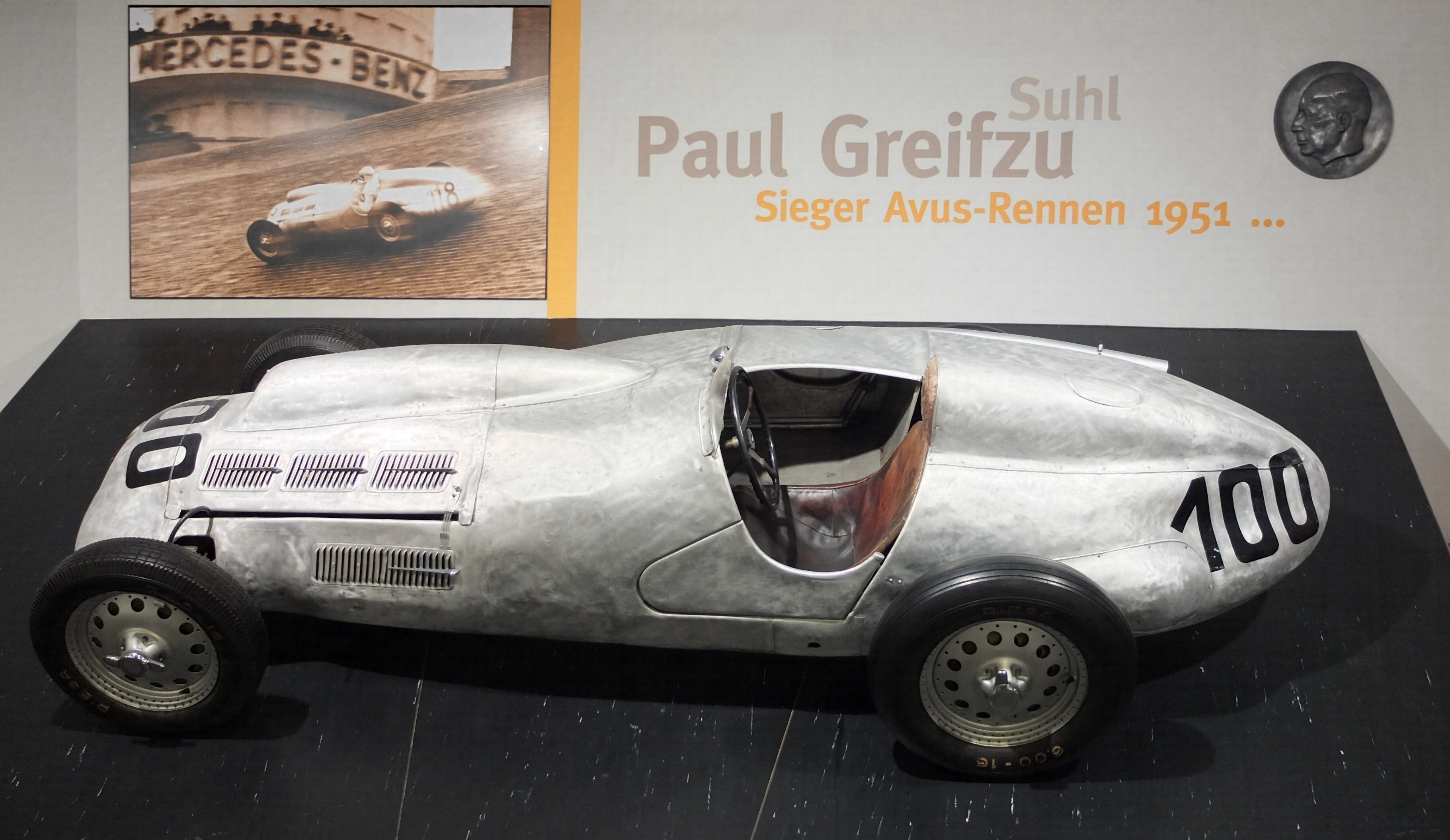
Rudolf Krause participe à deux Grands Prix de Formule 1 avec la BMW Greifzu.

En 1952, Rudolf Krause reçoit l'autorisation pour partir en Allemagne de l'Ouest, participer au Grand Prix d'Allemagne de Formule 1 avec sa BMW Greifzu. Il termine le premier tour à une encourageante douzième place, mais doit abandonner d'un problème moteur peu après. Engagé avec le no 136 sur ce Grand Prix, il est ainsi le pilote ayant couru sur un Grand Prix de Formule 1 avec le numéro le plus élevé de l'Histoire de la Formule 1,. Cette même année, il remporte une nouvelle course à Bernau, et termine sur le podium à Dessau et Halle. Il participe également aux Internationales Avusrennen, une course hors-championnat de Formule 1, où il termine huitième.
Paul Greifzu, le pilote est-allemand le plus en vue à l'époque meurt lors d'une course à Dresde en 1952. Sa veuve, Dora, engage sa BMW Greifzu pour Rudolf Krause pour la saison 1953. Il remporte notamment la victoire à Chemnitz. Il retourne au Grand Prix d'Allemagne de Formule 1, terminant cette fois la course à la quatorzième place, et meilleur pilote est-allemand. Contrairement à d'autres pilotes, il ne prend pas l'occasion de rester en Allemagne de l'Ouest pour continuer sa carrière automobile, et retourne en RDA. Il termine la saison au Sachsenring, où il termine deuxième de la dernière course du championnat d'Allemagne de l'Est de Formule 2 derrière Hans Stuck. 
Il est sacré champion d'Allemagne de l'Est de Formule 2 en 1954. C'est sa dernière apparition en monoplace : après l'arrêt du championnat, Rudolf Krause se tourne vers le rallye avec ses BMW. Il participe à plusieurs rallyes en Europe centrale dans les années 1980 en tant que copilote de son fils Maximilian. Dans le même temps, il retourne s'occuper de son garage dans sa ville natale, où il meurt en 1987. Son beau-fils, Hans-Jürgen Löffler, qui a repris son garage à sa mort, restaure en 2002 la BMW pilotée par son beau-père en 1954, la pilotant pour des épreuves historiques.

## Résultats en championnat du monde de Formule 1
| Saison | Écurie        | Châssis     | Moteur         | Pneus  | GP disputé | Points inscrits | Classement |
| ------ | ------------- | ----------- | -------------- | ------ | ---------- | --------------- | ---------- |
| 1952   | Rudolf Krause | BMW Greifzu | BMW 328 2.0 L6 | ?      | Allemagne  | 0               | Abandon    |
| 1953   | Dora Greifzu  | BMW Greifzu | BMW 328 2.0 L6 | Dunlop | Allemagne  | 0               | 14e        |